# سيستري ليفانتي
سيستري ليفانتي هي بلدة إيطالية تقع في إقليم ليغوريا.تقع على بعد 56 كم عن مدينة جنوة.